# Макормик (Јужна Каролина)
Макормик (енгл. McCormick) град је у америчкој савезној држави Јужна Каролина.

## Демографија
По попису из 2010. године број становника је 2.783, што је 1.294 (86,9%) становника више него 2000. године.
| Група             | 2000.       | 2010.         |
| Белци             | 482 (32,4%) | 797 (28,6%)   |
| Афроамериканци    | 954 (64,1%) | 1.900 (68,3%) |
| Азијати           | 2 (0,1%)    | 14 (0,5%)     |
| Хиспаноамериканци | 23 (1,5%)   | 45 (1,6%)     |
| Укупно            | 1.489       | 2.783         |